# The Ready Set
The Ready Set, eigentlich Jordan Witzigreuter (* 14. November 1989 in Fort Wayne, Indiana) ist ein amerikanischer Pop-Musiker.

## Werdegang

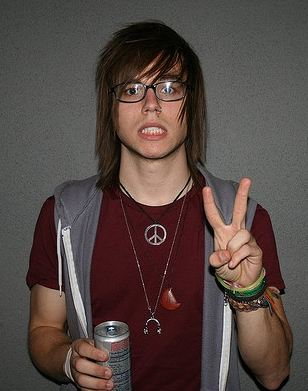
Jordan Witzigreuter, 2009

Jordan Witzigreuters musikalische Karriere begann im Alter von elf Jahren, als ihn seine Mutter zum Schlagzeugunterricht anmeldete. Zwei Jahre später spielte er in seiner ersten Band. Mit 16 Jahren startete er seine Solokarriere, wobei er wegen seines komplizierten Nachnamens den Projektnamen The Ready Set wählte. Er schrieb seine eigene Musik und publizierte sie im Internet. Außerdem stellte er fünf Alben in Eigenregie zusammen, wobei er alle Instrumente selbst einspielte. Über das Internet und seine Auftritte gewann er an Popularität.
Durch Witzigreuters Manager kam der Kontakt mit Pete Wentz, der für seine Arbeit mit der Punk-Rock-Band Fall Out Boy bekannt ist, zustande und im November 2009 wurde The Ready Set bei Wentz’ Label Decaydance Records unter Vertrag genommen. Dort nahm er sein erstes Studioalbum I’m Alive, I’m Dreaming auf. Es erschien im Juli 2010 und wurde auf Platz drei der Heatseeker-Charts notiert. Seinen Durchbruch hatte er mit seiner Debütsingle Love Like Woe, die zwei Monate später Platz eins der Heatseeker-Songcharts einnahm und sich in den offiziellen US-Charts auf Position 27 platzieren konnte. Momentan hat er einen Vertrag bei Hopeless Records. Dort nahm er das Studioalbum I Will Be Nothing Without Your Love auf.

## Touren
The Ready Set nahm an verschiedenen Touren wie der Take Action Tour, der AP Tour, dem Summer Camp for Dope Awesome Kids der VMA-Tour und der Vans Warped Tour teil. 
Am 4. November 2010 gab Jordan ein Konzert in Arizona neben Miranda Cosgrove und der Power-Rock-Band We the Kings.

## Liveband
- Jordan Witzigreuter – Gesang
- Cameron Walker – Bass
- Mike Naran – Gitarre
- Travis Rountree – Schlagzeug

## Diskografie
Alben
- Syntax and Bright Lights (2008)
- Tantrum Castle (2008)
- I’m Alive, I’m Dreaming (2010)
- Feel Good Now EP (2011)
- The Bad & the Better (2014)
- Celebrity EP (2015)
- I Will be Nothing without Your Love (2016)

Singles
- Love Like Woe (2010)
- More Than Alive (2010)
- Young Forever (2011)
- Hollywood Dream (2011)
- Killer (2011)
- Give Me Your Hand (2012)
- Higher (2014)
- Freaking Me Out (2014)
- Fangz (2014)
- I Wanna Get Better (2014)
- Trash Talking Love (2014)
- Disappearing Act (2016)
- Good Enough (2016)
- I Will Be Nothing Without Your Love (2016)
- Paycheck (2017)